# Hogna landanella
Hogna landanella är en spindelart som beskrevs av Roewer 1959. Hogna landanella ingår i släktet Hogna och familjen vargspindlar.
Artens utbredningsområde är Angola. Inga underarter finns listade i Catalogue of Life.